# Аллидохлор
Аллидохлор представляет собой химическое соединение из группы хлорацетамидов, гербицидов, созданных компанией Монсанто 1952 году. Аллидохлор стал первым успешным предвсходовым гербицидом.

## Синтез
Аллидохлор можно синтезировать путём реакции хлорацетилхлорида с диаллиламином.

## Токсикология
Аллидохлор является сильным раздражителем кожи.

## Утверждение
Запрещён к использованию в странах Европейского Союза.